# Lares (mythologie)
Pour les articles homonymes, voir Lares.

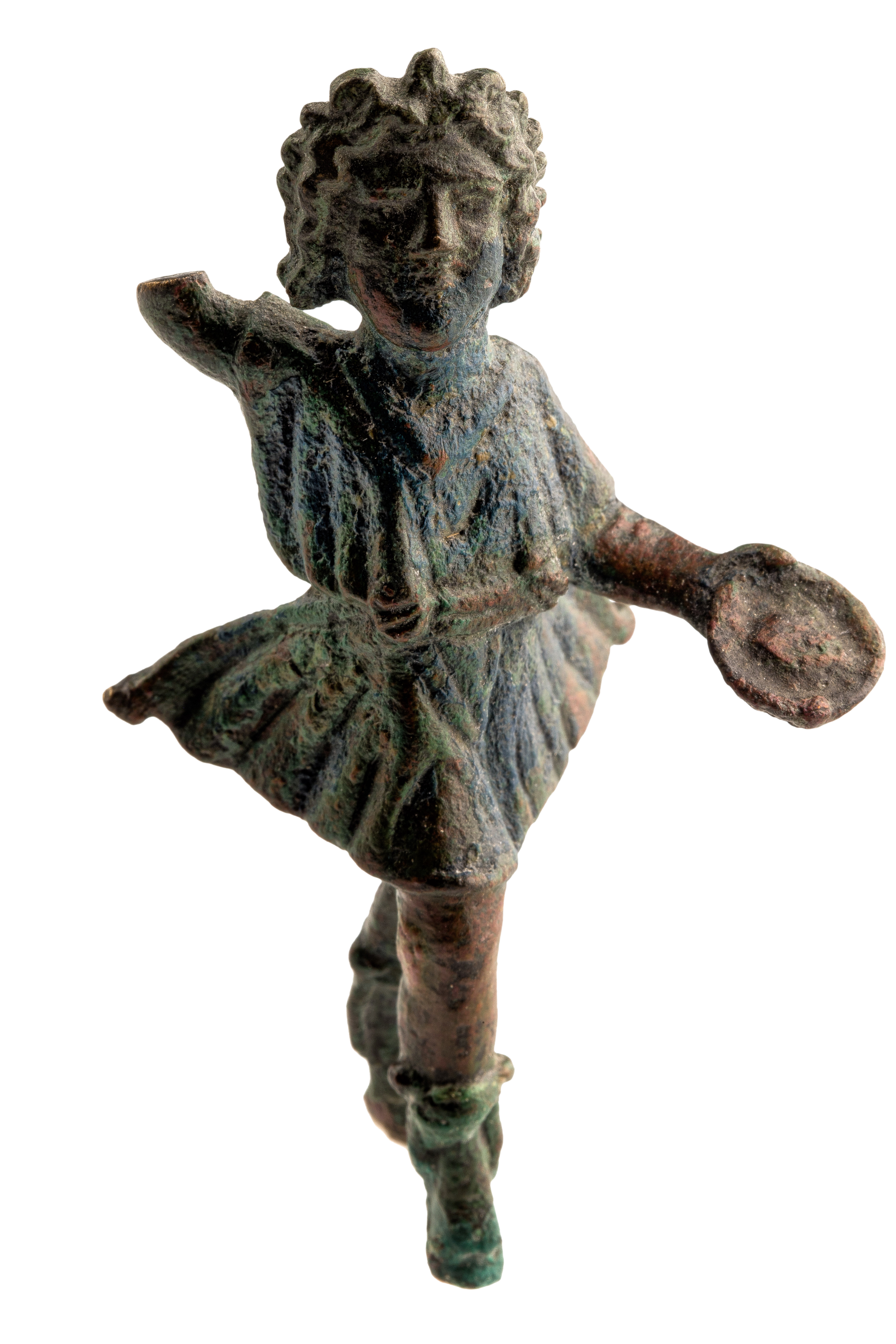
Figurine d’un Lare, 0-200 A.D., ca 7,7 cm Musée gallo-romain, Tongres

Les Lares, parfois aussi appelés genii loci, sont des divinités romaines liées à un lieu donné. Les Lares sont appelés à protéger les êtres humains, quels qu'ils soient, en tant qu'usagers de leur domaine.
Le Lar familiaris est ainsi le dieu de la maisonnée qui protège toute la famille. On fête les Lares le 11 des calendes de janvier (22 décembre).

## Étymologie
On a supposé que le mot Lares avait une origine étrusque (il viendrait de l'étrusque Lars, seigneur)[réf. nécessaire], mais selon Georges Dumézil le nom n'a pas d'étymologie claire (singulier Lār, pl. Lăres). À la différence de Penates, Lares n'est pas un adjectif, mais un appellatif.

## Origines et développement
Les Étrusques, voisins de Rome, pratiquent des cultes domestiques, ancestraux ou familiaux, très similaires à ceux que les Romains dédient plus tard à leurs Lares : ainsi, une peinture murale étrusque de la tombe des Léopards, datant de la dynastie des Tarquin, montre des offrandes faites à des personnages à l'allure de Lares, ou à des ancêtres déifiés, au cours d'une procession préparatoire à des jeux funéraires. De même, un vase étrusque à figures noires ainsi que des reliefs étrusques montrent les formes des autels et l'iconographie qu'on retrouve dans le culte des Lares, y compris l'offre d'une couronne en guirlandes, le sacrifice d'un porc ou la représentation de serpents comme une force fertilisante et génératrice. Les auteurs de la Grèce et de la Rome antiques proposent les mots « héros » ou « démons » comme traduction de « Lares » ; Plaute mentionne un « lar familiaris », gardien d'un trésor au nom d'une famille, ce qui équivaut, chez Ménandre, à un héroon (sanctuaire d'un héros ancestral). Weinstock propose une équivalence plus ancienne entre Lare et héros grec, qui s'appuie sur son interprétation d'une dédicace du IVe siècle av. J.-C. au héros ancestral romain Énée comme Lare.
Aucune image matérielle de Lare antérieure à la République n'a survécu, mais les références littéraires, comme celles de Plaute, suggèrent que le culte peut être offert à un seul Lare ou parfois à plusieurs : par exemple, les obscurs Lares grundules, peuvent être jusqu'à trente. Leur développement comme divinités appariées pourrait être survenu à cause de l'influence de la religion grecque — on connaît en particulier les Dioscures, héros jumeaux, et toute l'iconographie romaine consacrée aux demi-dieux jumeaux et fondateurs, Romulus et Rémus. À partir du début de l'Empire, les statues de Lares domestiques montrent de simples écarts stylistiques mineurs par rapport à un archétype commun : ce sont des personnages masculins, petits, jeunes, vêtus de tuniques courtes et rustiques avec une ceinture — faite en peau de chien, selon Plutarque, —, qui prennent des attitudes de danseurs, sur la pointe des pieds ou légèrement balancés sur une jambe.

## Pratiques cultuelles
Pour obtenir leur protection, les Romains consacrent aux Lares une place dans leur maison et déposent à leur intention diverses offrandes (telles que de la nourriture) sur le Laraire (lararium) — le temple ou l'autel domestique. À l’origine, les Lares ont pu présider aux travaux des champs, comme semble le suggérer la mention « enos Lases iuvate » dans le chant des Frères Arvales, avant de veiller sur les foyers, les carrefours (compitales) et les enclos domestiques. De grossières statues de bois les représentent. Ils sont les fils de Mercure et de Lara.
Les clients doivent déposer leurs offrandes ou lares chez leur patron, centre de la sacra gentilice. Avec la transformation profonde de cette relation à la fin de la République, Auguste récupère cette tradition pour assimiler les Lares aux Lares augusti et les intégrer au culte impérial.
À la campagne, le principal lieu de culte des Lares est le carrefour, compitum, là où se réunissent les propriétaires locaux pour certaines délibérations. De petites tours y sont construites avec autant de portes qu'il existe de domaines voisins. Face à la tour, sur le bord de chacun des domaines, est dressé un autel, de telle sorte que chaque propriétaire puisse sacrifier sans quitter sa propre terre. C'est là que se célèbrent les Compitalia.

## Nature des Lares
Dans chaque maison, aussi bien en ville qu'à la campagne, les Lares sont souvent associés aux autres divinités protectrices, aux Pénates, principalement, mais, tandis que ces derniers sont spécialement associés au maître et à ses proches, le Lare protège indistinctement le peuple libre et les esclaves. C'est une caractéristique générale : « quel que soit son lieu, le Lare est appelé à y protéger les êtres humains en tant qu'habitants ou usagers de son domaine. »
En conséquence, les plébéiens aussi bien que les esclaves trouvent dans ce culte un refuge religieux et parfois un élément de puissance politique. La valeur essentiellement locale du Lare se manifeste dans la vie domestique, à tel point que, à partir de la fin de la République, le mot « Lare » devient un synonyme usuel de « maison, demeure ». Caton écrit que le premier soin du pater familias arrivant dans sa villa, à la campagne, est de saluer le Lar familiaris.
La nature des Lares semble ambivalente. En effet, le mot s'apparente à larva, « fantôme, spectre ». Ainsi, aux fêtes Compitales, on suspend aux carrefours des mannequins, des « effigies de laine », parce que l'on « considérait les Lares, auxquels ces fêtes étaient consacrées comme des âmes humaines admises au nombre des dieux ». Pour Varron, les Lares sont des âmes aériennes : « Entre la sphère de la Lune et les derniers sommets de la zone des nuages et des vents demeurent les âmes aériennes (aerias animas), visibles à l'intelligence, non aux yeux, et appelées héros, lares et génies. »
Le Lare — de préférence désigné au singulier dans les temps primitifs — est l'esprit du foyer, en tant que Lar familiaris ; il est le père unique, mais idéal, d'une race. Il n'est pas à l'origine concrète de la famille, mais il est la « raison divine de son existence et de sa durée »[source insuffisante]. Cependant, il ne constitue pas une véritable divinité, et c'est ce qui le distingue des Pénates, qui sont considérés comme les « dieux vénérés par les pères ou les ancêtres ».

## Les Lares et leurs domaines
Les Lares appartiennent au « domaine physique borné » placé sous leur protection, et sont sans doute aussi nombreux que les endroits qu'ils protègent. Les domaines ou particularités évoquées ci-dessous ne peuvent donc être considérés comme exhaustifs.

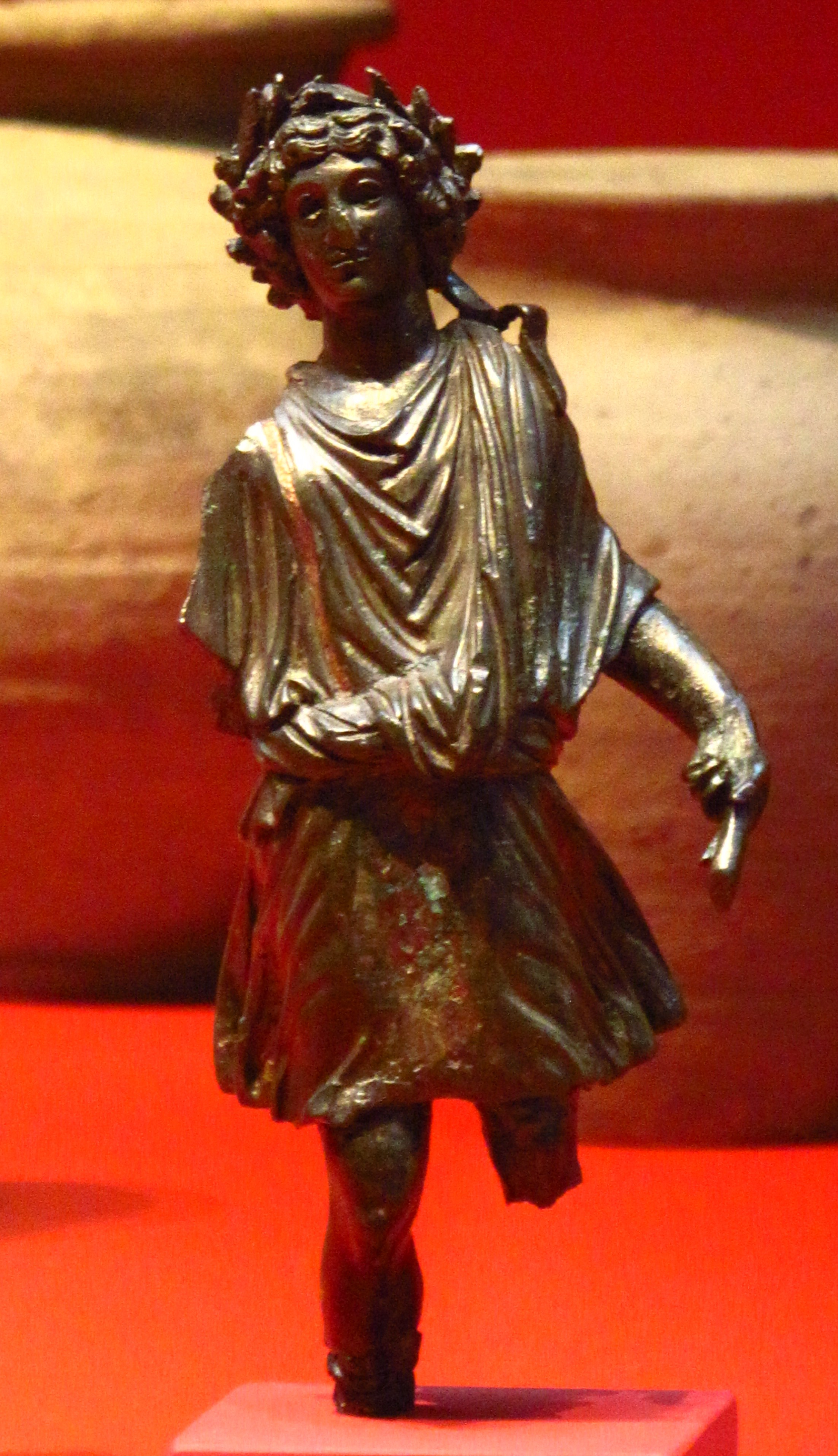
Lare d'Auguste, époque gallo-romaine, en bronze.

### Lares Augusti
Les Lares d'Auguste — ou peut-être les « Lares d'août » — reçoivent un culte public le premier du mois d'août. Par conséquent, ils s'identifient au jour inaugural des magistratures impériales romaines et à Auguste lui-même. Leur culte officiel dure depuis son institution jusqu'au IVe siècle. Les Lares d'Auguste se confondent avec les Lares Compitalicii et avec les Lares Praestites depuis la réforme religieuse d'Auguste.

### Lares Compitalicii
Les Lares Compitalicii — ou Lares Compitales — sont les Lares des communautés locales ou du voisinage (vici). Ils sont honorés lors des fêtes de Compitalia et ils représentent le foyer de la vie religieuse et sociale de leur communauté, particulièrement pour les plébéiens et les esclaves. Leurs sanctuaires sont en général situés aux carrefours centraux (compites) des vici. Le culte des Lares Praestites, institué par Auguste, est tenu dans les mêmes sanctuaires, mais à des moments différents,,.

### Lares Domestici
Les Lares Domestici sont les Lares de la maisonnée, et sont probablement identiques aux Lares Familiares.

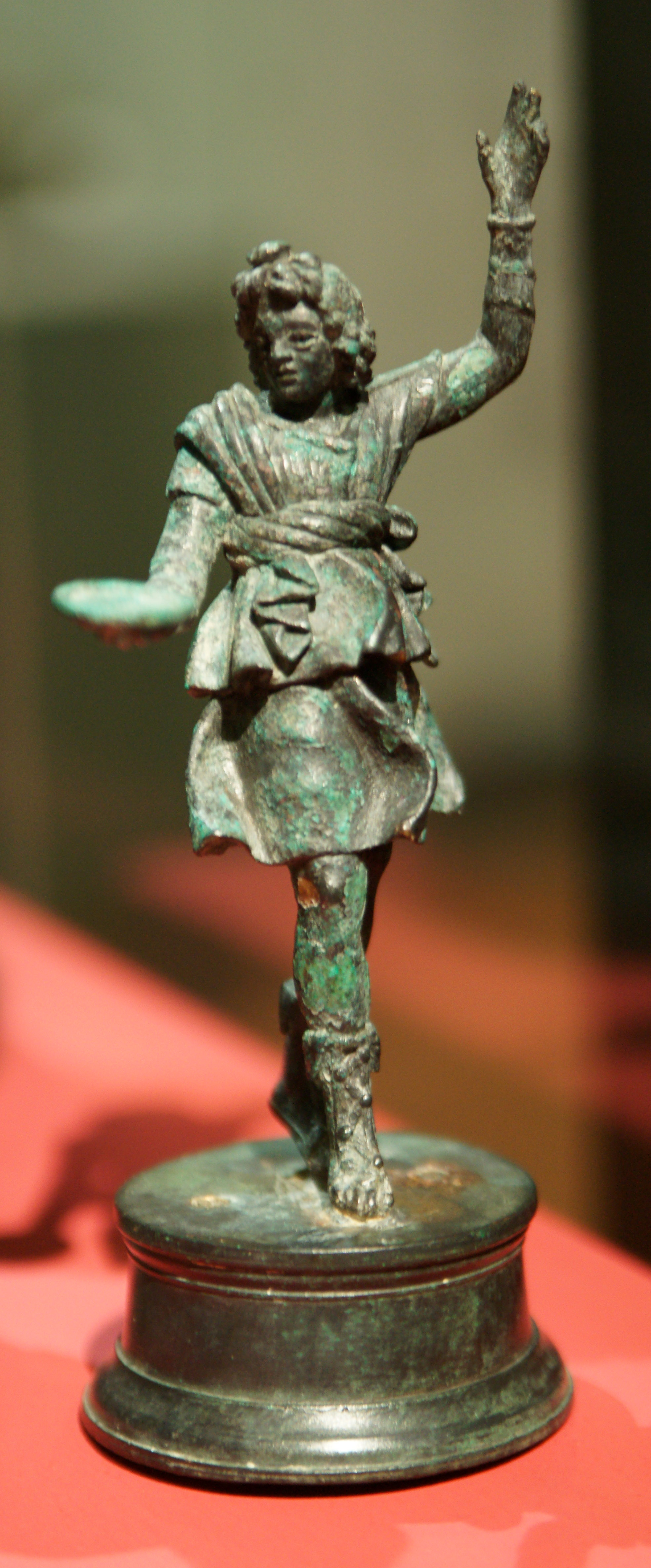
Lare gallo-romain, période impériale (collection de statuettes « Muri »).

### Lares Familiares
Les Lares Familiares sont les Lares de la famille. Selon Apulée, « il y a plusieurs sortes de Lémures. Celui qui a reçu pour mission de veiller sur ses descendants et dont la puissance, apaisée et sereine, règne sans partage sur la maison, s'appelle le Lare familier ».

### Lares Grundules
Les Lares Grundules sont les trente « Lares du grognement », auxquels Romulus aurait consacré un autel et un culte quand une truie mit bas une portée exceptionnelle de trente porcelets.

### Lares Militares
Selon Martianus Capella, les Lares Militares appartiennent à deux groupes, incluant Mars, Jupiter et d'autres dieux romains majeurs. En 1974, Robert E. A. Palmer interprète une image provenant probablement d'un relief d'autel comme « quelque chose comme un Lar Militaris » : le Lare est vêtu d'un manteau et est à cheval, sur une selle en peau de panthère.

### Lares Patrii
Les Lares Patrii correspondent peut-être aux ancêtres déifiés (dii patrii) dont le culte se déroule au cours des Parentalia.

### Lares Permarini
Les Lares Permarini protègent les marins et leurs temples — dont l'un est connu sur le Champ de Mars romain.

### Lares Praestites
Les Lares Praestites sont les Lares de la ville de Rome, plus tard, de l'État romain. Littéralement, ce sont les « Lares antérieurs », jouant le rôle de gardiens ou veilleurs. Ils sont hébergés sur le site de la Regia, à côté du temple de Vesta, parce que précisément associés à l'adoration de cette déesse et à son foyer sacré. Ils protègent Rome du feu malicieux ou destructeur.

### Lares Privati
Les Lares Privati sont des Lares chargés de protéger une seule personne, à l'instar des anges gardiens. Ce sont, en quelque sorte, des Lares privés.

### Lares Rurales
Les Lares Rurales sont les Lares des champs, identifiés comme custodes agri (« gardiens des champs »),.

### Lares Viales
Les Lares Viales sont les Lares des routes. Ils protègent ceux qui empruntent ou traversent celles-ci.